# Rozejm w Altmarku

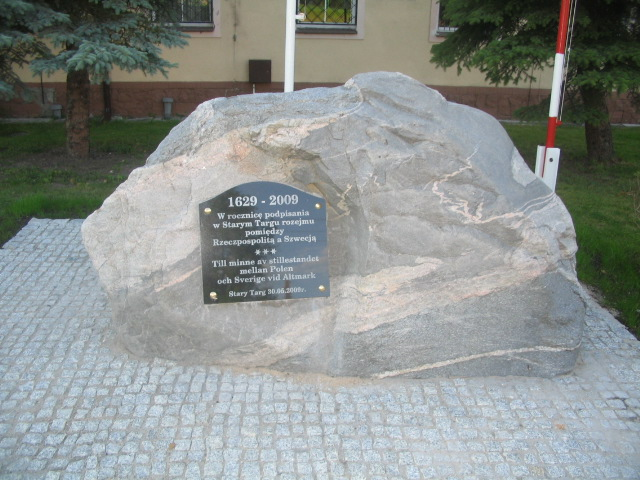
Pomnik pod Urzędem Gminy w Starym Targu, upamiętniający podpisanie rozejmu w 1629

Rozejm w Altmarku (rozejm altmarski) – sześcioletni rozejm kończący wojnę polsko-szwedzką (1626–1629). Zawarty został 26 września 1629 w Altmarku (dzisiaj Stary Targ) pomiędzy Szwecją a Rzeczpospolitą przy mediacji dyplomacji francuskiej, angielskiej i brandenburskiej.
Układ został zaakceptowany przez Sejm zebrany w Warszawie 12 marca 1631.
Najważniejsze postanowienia:
- Szwedzi zatrzymali Inflanty na północ od Dźwiny wraz z Rygą – utrwalono więc wcześniejsze straty terytorialne Rzeczypospolitej na tym terenie.
- Szwedzi zatrzymali wszystkie porty pruskie, tj. Tolkmicko, Elbląg, Braniewo, Piławę i Kłajpedę. Polska utrzymała kontrolę nad Gdańskiem, Królewcem i Puckiem.
- Na mocy postanowień rozejmu Malbork, Sztum, Gdańska Głowa i Żuławy Wiślane zostały przekazane w sekwestr na rzecz elektora brandenburskiego Jerzego Wilhelma (w zamian za część wybrzeża z Piławą). Gdyby po upłynięciu terminu rozejmu nie doszło do trwałego pokoju, miasta te miały wrócić do Szwecji. Była to nagroda dla elektora za przepuszczenie wojsk szwedzkich podczas ataku na Polskę.
- Mitawa wróciła do księcia kurlandzkiego.
- rozejmowi towarzyszył układ pomiędzy Szwecją a Gdańskiem, na mocy którego Szwedzi mieli prawo do pobierania 5,5% cła od przewożonych towarów, przy czym 3,5% miał otrzymywać król szwedzki, 1% król polski i 1% Gdańsk.
- za pomoc austriacką Rzeczpospolita musiała zapłacić 500 tys. złotych.

W 1635 postanowienia rozejmu w Altmarku zmodyfikowano, podpisując korzystniejszy dla Polski rozejm w Sztumskiej Wsi.